# Chůva k pohledání
Chůva k pohledání (v anglickém originále The Nanny) je americký sitcom, koprodukovaný Sternin & Fraser Ink, Inc. a Highschool Sweethearts Productions ve spolupráci s TriStar Television pro CBS network, kde byl vysílán od 3. listopadu 1993 do 23. června 1999. V České republice byl zařazen do programu televizí Prima a Nova. V hlavní roli se objevuje Fran Drescher jako Fran Fine, atraktivní Židovka z Queens, která se náhodou stane chůvou tří dětí z newyorské vyšší třídy. Úvodní píseň napsala a nazpívala Ann Hampton Callaway.
Producenti Drescher a její pozdější manžel Peter Marc Jacobson si vzali mnoho inspirace z osobního života Drescherové, včetně jmen a postav založených na blízkých příbuzných a kamarádech. Seriál získal cenu Rose d'Or, jednu cenu Emmy a třináct nominací. Navíc Drescher byla dvakrát nominována na Zlatý glóbus. Po roce 2000 bylo na základě sitcomu natočeno mnoho adaptací.
Vtip Chůvy k pohledání je postaven na základě mnoha opakujících se vtipů (tzv. running gags, typické především pro situační komedie), za nímž stojí úspěch celého seriálu.

## Děj
Chůva k pohledání staví na hlavní dějové linii Fran Fine s výraznými nosovkami (hraje Fran Drescher) z Flushingu v Queensu, která jako náhodou zazvoní na anglického vdovce, broadwayského producenta Maxwella Sheffielda (hraje Charles Shaughnessy). Fran nedávno její bývalý přítel Danny vyhodil z práce, kde pracovala jako svatební poradkyně, ale Maxwell si myslí, že jde o novou chůvu jeho tří dětí, kterou k němu poslali z agentury. Fran se se svými neobvyklými schopnostmi pečovatelky, krásou, smyslem pro humor a její upřímností brzy u dětí stane stejně oblíbenou jako Maxwell. Děti respektují její názor a vůbec ji mají rádi jako svoji vlastní, již zesnulou, matku. Nastává situace, kdy se obyčejná mladá žena z předměstí setkává s modrou krví; Fran pořádnému, až upjatému Maxwellovi a jeho dětem v postupných dávkách podává „logiku Queensu“ a pomáhá jim stát se šťastnou a živou rodinou.
Hrdým členem Sheffieldovy domácnosti je sluha Niles (Daniel Davis), který pozorně sleduje všechny události v domě a svým obratným jazykem je komentuje. Ihned pozná Franinu schopnost udržovat teplo rodinného krbu a skamarádí se s ní. Špičkuje se s Maxwellovou „nóbl“ obchodní společnicí C.C. Babcock, která brzy pochopí, že nejen ona, ale i Fran pomýšlí na Maxwella. Avšak C.C. na konci seriálu pozná, že Niles je její skutečná láska.
Ke konci řekne Maxwell Fran, že ji miluje. Posléze to ale odvolá a Fran se na něj naštve. Avšak stejně se do sebe zamilují a postupně se políbí, následně vezmou a ze vztahu vzniknou dvojčata. Poté se přestěhují do Los Angeles.
Kolem Fran se pravidelně točí „typická posedlá a jídlo milující židovská matka“ Sylvia; její vzácně viděný, avšak často zmiňovaný otec Morty; senilní babička Yetta Rosenberg závislá na cigaretách, která se domnívá, že Maxwell je Franin manžel a děti také; a hloupá nejlepší kamarádka Val Toriello.

## Obsazení
Chůva k pohledání měla stále obsazení po celých šest sérií, o kterém celý příběh byl, s mnohými krátkodobými vedlejšími postavami, ale i hostujícími hvězdami.

### Hlavní role
| Postava            | Herec/herečka       | Dabér(ka)                                             |
| ------------------ | ------------------- | ----------------------------------------------------- |
| Fran Fine          | Fran Drescher       | Magda Reifová                                         |
| Maxwell Sheffield  | Charles Shaughnessy | Zdeněk Mahdal                                         |
| Maggie Sheffield   | Nicholle Tom        | Anna Suchánková                                       |
| Brighton Sheffield | Benjamin Salisbury  | Tomáš Materna (1.–3. řada) Vojtěch Kotek (4.–6. řada) |
| Grace Sheffield    | Madeline Zima       | Rozita Erbanová                                       |
| Niles              | Daniel Davis        | Vladimír Čech                                         |
| C. C. Babcock      | Lauren Lane         | Miroslava Součková                                    |

### Vedlejší postavy
| Sylvia Fine     | Renée Taylorová     |
| Yetta Rosenberg | Ann Morgan Guilbert |
| Val Toriello    | Rachel Chagall      |

### Hostující hvězdy
Přestože většina dílů byla o skupině hlavních postav, Chůva k pohledání spolupracovala s obrovským množstvím hostujících hvězd. Za mnohé například Pamela Anderson jako Franina nemesis Heather Biblow, Ray Charles jako Yettin snoubenec Sammy, Lainie Kazan jako Franina teta z otcovy strany Freida a Spalding Gray jako Dr. Jack Miller. Většina hostů se objevila v jediné epizodě za sebe sama, především ve spojení s Maxwellovými obchodními vztahy, a to herci jako Chevy Chase, Billy Ray Cyrus, Lesley-Anne Down, Erik Estrada, Dan Aykroyd, Joe Lando, Shari Lewis, Bette Midler, Jane Seymour, Cloris Leachman, Elizabeth Taylor, Jason Alexander, Lynn Redgrave a Hunter Tylo; mediálně známé osobnosti Roger Clinton, Jr., Jay Leno, David Letterman a Donald Trump; z hudebníků třeba Celine Dion, Cher, Elton John, Eartha Kitt, Patti LaBelle a Brian Setzer a mnoho dalších. Herečka a modelka Twiggy se ukázala v jedné epizodě v roce 1994. Raper Coolio, Whoopi Goldberg, Steve Lawrence a Rosie O'Donnell hostovali i jako postavy, tak i jako oni sami v různých dílech. Trojnásobný účastník americké reality show Survivor Jonathan Penner hrál Franina bývalého snoubence Dannyho Imperielliho. James Marsden se představil jako Maggiein přítel Eddie a Telma Hopkins si zahrála Franinu „matku“ v díle Franin původ.
Fran Drescher si zopakovala svou roli Bobbi Fleckman z filmu This Is Spinal Tap a také se jednou objevila za sama sebe (tzv. cameo; Charles Shaughnessy ji následoval ve dvojroli jako sultán ve speciálním díle). Skuteční rodiče Fran Drescher, Morty a Sylvia Drescherovi, si zahráli strýčka Stanleyho a tetu Rose; její pes Chester hrál mazlíčka C.C. ve více než tuctu epizod. Manžel Renée Taylor, Joe Bologna, a jejich syn Gabriel hráli menší role doktorů. Ray Romano hostoval v seriálu jako Ray Barone, Franin bývalý spolužák, spojuje Chůvu k pohledání se svou komedií Raymonda má každý rád. Tom Bergeron hrál sebe v epizodě, kde Maxwell byl hvězdou Hollywood Squares namísto Andrewa Lloyda Webbera.

## Přehled řad
| Řada | Díly | Premiéra v USA    | Premiéra v USA  | Premiéra v ČR    | Premiéra v ČR   |
| Řada | Díly | První díl         | Poslední díl    | První díl        | Poslední díl    |
| ---- | ---- | ----------------- | --------------- | ---------------- | --------------- |
| 1    | 22   | 3. listopadu 1993 | 16. května 1994 | 29. ledna 2004   | 27. února 2004  |
| 2    | 26   | 12. září 1994     | 22. května 1995 | 1. března 2004   | 5. dubna 2004   |
| 3    | 27   | 11. září 1995     | 20. května 1996 | 6. dubna 2004    | 18. května 2004 |
| 4    | 26   | 18. září 1996     | 21. května 1997 | 19. května 2004  | 30. června 2004 |
| 5    | 23   | 1. října 1997     | 13. května 1998 | 1. července 2004 | 5. srpna 2004   |
| 6    | 22   | 30. září 1998     | 23. června 1999 | 6. srpna 2004    | 3. září 2004    |

## Přijetí
Premiérové vysílání v USA ve středu večer — v kolizi s Kutilem Timem — seriál velice oslabovalo, dokonce byl málem zrušen, přestože do měl velké ambice. Sitcom byl ale velice populární na mezinárodním poli, zvláště v Austrálii, kde šlo o jeden z nejlépe hodnocených pořadů druhé poloviny devadesátých let.
Přes velkou oblibu veřejnosti sponzoři vytýkali scenáristům, že zacházejí příliš daleko v otázkách etnické příslušnosti a Drescher hraje přílišnou Židovku. Herečka, cítíc tlak na změnu identifikace s charakterem své postavy, odmítla změnit Fran v Italoameričanku: „V televizi musíte pracovat rychle, co nejreálněji. A pro mě je ve skutečnosti nejpřirozenější Židovka a chci ji hrát tak věrohodně, jak umím.“ Naproti tomu, producenti přišli s rozhodnutím, že naproti ní by měla být rodina britského původu, takže „nepůjde tolik o Židovku, jako spíše o Američany, kterým jste fandili,“ vysvětluje Sternin. „Myšlenkou bylo, udělat ji americkou holkou, která se občas projeví jako Židovka, než Židovkou pracující pro WASPy.“

## Další verze

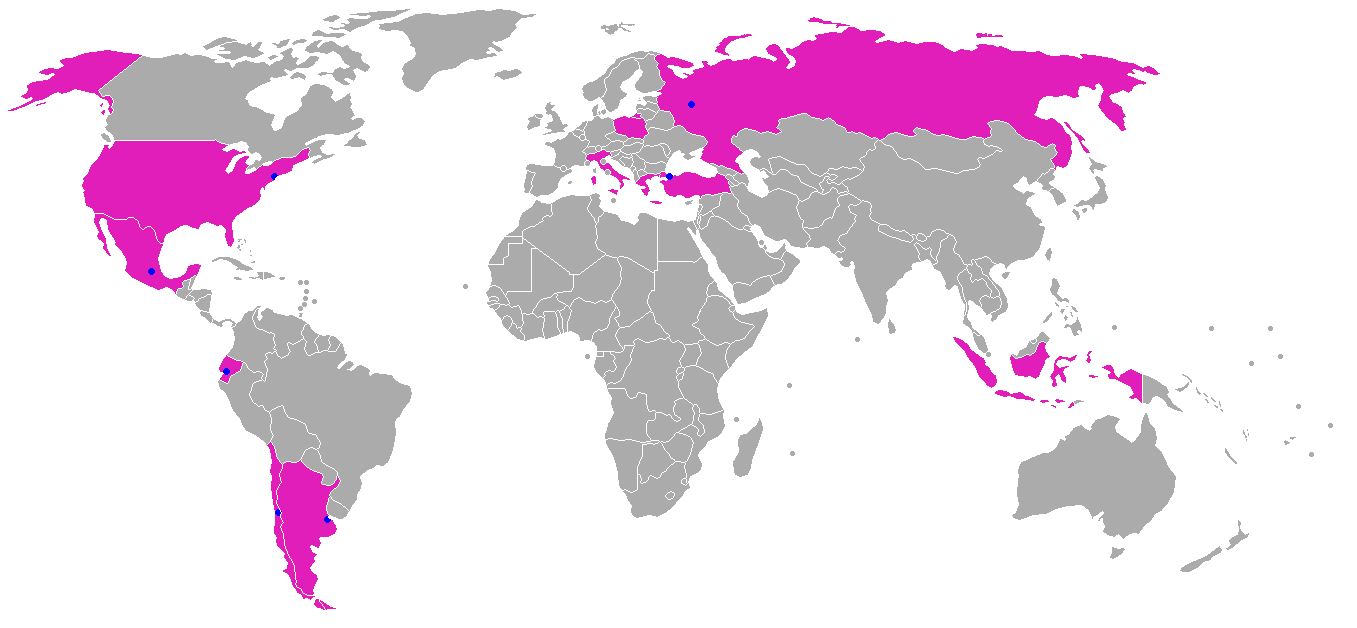
Země s vlastní verzí

Chůva k pohledání byla vysílána ve více než osmdesáti zemích světa. Navíc byly v mnoha zemích natočeny lokalizované verze tohoto seriálu, které však velmi dodržovaly původní scénář, až na několik malých úprav vzhledem k odlišným kulturám každé země. Ruská verze byla natolik populární, že několik původních amerických scenáristů bylo pověřeno napsat nový scénář, až budou originální epizody znovu zpracovávány.